# Кертес, Геза
Ге́за Ке́ртес (венг. Kertész Géza; 18 ноября 1894, Будапешт — 6 февраля 1945, Будапешт) — венгерский футболист (полузащитник) и тренер, большая часть тренерской карьеры которого прошла в Италии. Часто можно встретить написание его имени Кертес IV (венг. Kertész IV), чтобы отличить его от трёх братьев — Дьюлы (Кертес I), Вильмоша (Кертес II) и Адольфа (Кертес III) —, которые тоже были футболистами, но не имели никакого родственного отношения к Гезе.
Карьера Гезы Кертеса началась в клубе «Ференцварош», откуда он в 1925 году уехал в Италию. В Италии он выступал за команды «Специя» и «Каррарезе», но наибольших успехов добился на тренерской стезе. Среди команд, возглавляемых Кертесом, были такие клубы, как «Салернитана», «Катания», «Аталанта», «Лацио» и «Рома». Наибольшим успехом Кертеса стало четвёртое место, занятое ведомым им «Лацио» в Серии А 1939/1940. События Второй мировой войны вынудили Гезу вернуться в Будапешт, там он возглавил клуб «Уйпешт», а спустя год после ухода из «Уйпешта» был убит нацистами за то, что прятал в своём доме еврея.